# منعكس برين
منعكس برين (بالإنجليزية: Brain's reflex)‏ هو امتداد الذراع المثنية للمفلوج عندَ افتراض وضعية الاستناد الرباعي للإنسان. وُصف هذا المُنعكس للمرة الأولى من قبل طبيب الجهاز العصبي راسل برين.